# دنيس إف. دونوفان
دنيس إف. دونوفان (بالإنجليزية: Dennis F. Donovan)‏ هو محامي وقاضي أمريكي، ولد في 9 أبريل 1889 في Champion, Michigan ‏ في الولايات المتحدة، وتوفي في 16 سبتمبر 1974.